# Notname
Notnamen sind Behelfsnamen, die vor allem in der Kunstgeschichte der Antike und des Mittelalters benutzt werden. Künstler oder Kunsthandwerker dieser Epochen signierten ihre Werke meist noch nicht mit Namen oder Initialen. Durch die Vergabe eines Notnamens kann einem Bildhauer, Kupferstecher, Maler, Vasenmaler oder anderem „Meister“ sein durch Stilvergleich zu erkennender Werkkatalog jedoch namentlich zugeordnet und versucht werden, dem ansonsten nur als anonym zu sehenden Künstler eine individuelle Persönlichkeit zu geben und seine eigenständige meisterhafte Kunstfertigkeit anzuerkennen.
Die meisten mit einem Notnamen bezeichneten Künstler stammen aus der Antike und dem Mittelalter, teilweise auch noch aus dem 16. Jahrhundert, weil die Überlieferung von Schriftgut (zumindest in Mitteleuropa) ab diesem Zeitpunkt wesentlich dichter ist und sich die tatsächlichen Namen späterer Künstler und Handwerker dann meist aus diesen Quellen ermitteln lassen. Ausnahmen sind die Volkskunst oder außereuropäische Kunstwerke.

## Namensgebung
Notnamen bezeichnen den Künstler oder Kunsthandwerker als Meister und weiter mit einem Epithet, einem diesen Künstler individualisierenden und charakterisierenden Namenszusatz.
Der Zusatz benennt ihn meist nach einem typischen Hauptwerk, dem vermuteten Ort seiner Tätigkeit, Herkunft oder nach einem auffälligen wiederkehrenden Gestaltungsdetail seiner Arbeiten. Beispiele sind der Meister der Spielkarten oder der Kölner Meister des Marienlebens, der Meister von Großgmain, der Meister von Cappenberg, der Naumburger Meister oder der Elmelunde-Meister sowie Nelkenmeister oder Meister der bordierten Girlande. Auch gibt es Notnamen, die einen Künstler nach dem Auftraggeber, einem ehemaligen Besitzer oder heutigen Aufbewahrungsort eines seiner Werke bezeichnen, wie Bedford-Meister, Meister des Morrison-Triptychons oder Meister der Berliner Passion. Manchmal wurde auch das nachweisbare Entstehungsjahr eines Werkes zur Gestaltung eines Namens wie Meister von 1446 genutzt.
Wenn von einem namentlich nicht bekannten Künstler auf seinem Werk wenigstens die Initialen zu finden sind, wird er meist als Monogrammist bezeichnet, beispielsweise Monogrammist AT.
Im Bereich der antiken griechischen Vasenmalerei, in dem nur vergleichsweise wenige Werke signiert sind, gehen die meisten Notnamen auf den prägenden Kenner dieses Fachgebietes zurück, Sir John D. Beazley. Beazley benannte Vasenmaler nach wichtigen Stücken (sog. name vases) beziehungsweise deren Aufbewahrungsort (beispielsweise Maler der Yale Lekythos, Berliner Maler), aber auch nach charakteristischen Bildthemen (beispielsweise Achilleus-Maler). Stellenweise leistete er sich auch ironische Bezeichnungen, etwa beim Worst Painter (deutsch schlechtester Maler) oder der YZ-Gruppe für die Maler der spätesten, qualitativ abfallenden attischen Schalen (nach den letzten Buchstaben des Alphabets; zugleich ein Wortspiel: YZ = englisch wy-zed = Why that?, deutsch ‚Warum das?‘). Eine besonders häufige Form des Notnamens geht in der attischen Vasenmalerei aus Signaturen hervor, die nicht den Vasenmaler, sondern den Töpfer beziehungsweise Besitzer der Werkstatt nennen. So bezeichnet man etwa den Maler der vom Töpfer Kleophrades signierten Gefäße als Kleophrades-Maler.
Seltener sind völlig abstrahierte Bezeichnungen, so benannte etwa der Volkskundler Kurt Müller-Veltin die namentlich nicht identifizierbaren Meister bzw. Werkstätten der in der Eifel verbreiteten Basaltkreuze mit willkürlich ausgewählten Buchstaben (Werkstatt A, Werkstatt B usw.), die keinen Bezug zu Orten oder bestimmten Werken haben.

## Meister als kunstgeschichtlicher Begriff
Die kunsthistorische Sprache benutzt seit etwa Mitte des 18. Jahrhunderts den Begriff Meister zur Bildung eines Notnamens. Dieser Begriff wurde dabei sehr ambivalent eingesetzt. In manchen Fällen wurde er Synonym für den Maler, Bildschnitzer oder Graveur eines einzelnen, oft bedeutenden Werkes, wie beim Meister von Tahull, in anderen wiederum existiert eine deutlich qualitativ gewertete Beurteilung dieser Person und ihrer Arbeit, sobald weitere Werke um ein Hauptwerk gruppiert werden.
Ein Notname kann folglich eine wertende Hierarchie darstellen, die untergeordnete Begriffe wie Werkstatt, Schüler, Umkreis oder Nachfolger hervorbringt. So kann ein anonymes Bild des Italienischen Barock einer Neapolitanischen Schule, dem Meister der Acquavella-Stillleben, dem Umfeld oder der Nachfolge von Caravaggio zugerechnet werden, worin jeweils eine Wertung seiner Qualität und der Kunstfertigkeit seines Malers gesehen werden kann.
Auch wenn ein Notname den Künstler als meisterlich hervorzuheben scheint, ist damit eine Identifizierung des Meisters als eine werkstattleitende oder stilbeeinflussende oder innovative Persönlichkeit nicht zweifelsfrei nachgewiesen. Es sind gegenteilig Fälle bekannt, in denen Werkstattleiter nicht mehr Hersteller, sondern nur noch Geschäftsführer oder Garant der Qualität der Herstellung waren, wobei das Werk ganz in Händen der Mitarbeiter lag. Die qualitative Wertung ist oftmals schwierig zu rechtfertigen, aber auch nicht ganz ohne Grund, und muss weiterhin diskutiert werden. Die Notnamen müssen in dieser Hinsicht am Einzelfall geprüft werden.
Hinzuweisen ist zudem auf die Unterschiedlichkeit des geschilderten Meister-Begriffs im Verständnis der verschiedenen europäischen kunsthistorischen Forschungstraditionen. Auch ergeben verschiedene Schreibweisen für ein und denselben Notnamen (national und international) teils grammatikalisch andere Aussagen zur Bewertung des Künstlers. So z. B. der Bedford-Meister, Meister des Herzogs von Bedford oder Meister von Bedford. Erster Notname verweist (richtig) auf das namengebende Werk (Bedford-Stundenbuch) oder auch den Aufbewahrungsort. Zweiter Notname spricht mehr über einen Mäzen oder Auftraggeber, den Herzog von Bedford. Dritter Notname verleitet (fälschlich) zur Vermutung, dass der Künstler in Bedford ansässig gewesen sei (vermutlich aber arbeitete er in Paris).

## Notnamen als Instrument der Kunstgeschichte

### Nutzung eines Notnamens
Notnamen sind unumgehbares Instrument, aber auch Hindernis und Ballast der kunsthistorischen Arbeitsweise. Sie dienen als Hilfsmittel, um die Person eines Künstlers zu erforschen. Jedoch sind nicht alle Notnamen eindeutig, wirklich charakterisierend oder allgemein anerkannt. Als Meister der Heiligen Klara könnten nicht nur wegen des aus dem Italienischen übersetzten Namens unterschiedliche Maler bezeichnet werden, und im Jahr 1473 malten sowohl ein westfälischer Meister von 1473 sowie in Brügge ein Meister von 1473 Bilder, die von kunsthistorischer Bedeutung sind. Auch bleibt manchmal umstritten, welches Hauptwerk einem Meister seinen Namen geben soll. Jedoch ist die Nutzung eines Notnamens wie Meister der Karlsruher Passion im Gegensatz zur bloßen Bezeichnung als Oberrheinischer Maler zur Strukturierung von Forschungsvorhaben und Interpretation anerkanntes Hilfsmittel.

### Nachträgliche Identifizierung
Manchmal kann nach Vergabe und Akzeptanz des Notnamens durch Studium von Urkunden wie Zunftrollen einer Stadt oder auch Werksverträge einer Kirche oder eines Klosters, in denen Werk und ein Name genannt sind, dem Meister dann ein nachweisbarer Personennamen zugewiesen werden. Manchmal sind auch zeitgenössische Künstlerbiografien zu finden, wie die von Vasari aufgezeichneten Lebensbeschreibungen von Malern, die Anhaltspunkte zur Identifizierung eines Meisters geben, beispielsweise wenn die Lehrlinge einer Werkstatt aufgeführt sind. Der zuerst als Kopenhagen-Maler bekannte antike Vasenmaler wird beispielsweise mit dem namentlich bekannten Töpfer Pistoxenos identifiziert. Der als Meister des Einzugs Christi bezeichnete mittelalterliche Bildhauer aus Münster wurde als Heinrich Brabender identifiziert, und ein lange als Meister des Johannisaltars in Osnabrück bekannter Stein- und Holzbildhauer der Spätgotik aus Münster wurde dann schließlich 1987 als Evert van Roden ermittelt.
Es kann jedoch auch zu einem umgekehrten Fall kommen, in dem der Name eines vermeintlichen Künstlers, den man beispielsweise durch eine Inschrift auf einem Kunstwerk zu kennen glaubt, in Wirklichkeit eine andere Person bezeichnet, z. B. den Stifter des betreffenden Stücks. Wenn es nicht gelingt, den tatsächlichen Namen ausfindig zu machen, bietet sich hier die Einführung eines Notnamens an.

### Methodische Problematik
Oftmals wurden zu verschiedenen Zeiten und an verschiedenen Orten Notnamen geschaffen, die nach heutiger Kenntnis ein und dieselbe Person bezeichnen. Dies ist zum Beispiel beim  Meister der Josephslegende und dem Meister von Afflighem der Fall, die heute zumeist als Meister von 1518 zusammengefasst werden. Für letzteren fanden sich nachfolgend Quellen, die eine Identifizierung mit dem Antwerpener Maler Jan van Dornicke plausibel erscheinen lassen. Es ist ersichtlich, dass die alten Notnamen heute folglich hinfällig wären. Ein Beispiel aus dem Bereich der Vasenmalerei ist der namentlich bekannte Maler Aison, der schon versuchsweise mit dem Meidias-Maler gleichgesetzt worden ist. Um eine Anbindung neuerer Forschungen an die ältere Literatur zu gewährleisten, ist es allerdings nicht immer möglich, sie vollkommen zu vernachlässigen oder inhaltlich zu verändern.
Abgesehen vom Problem der Aktualisierungen stellen sich aber auch grundsätzliche methodische Fragen hinsichtlich der Tragfähigkeit solcher Zuweisungen: Zum einen ist die Wahl eines Werkes als Ausgangspunkt für die Definition eines Künstlers, um das dann andere Werke herumgruppiert werden, tendenziell willkürlich: Käme man zu anderen Zuweisungen, wenn man andere „Meisterwerke“ zum Ausgangspunkt nähme? Zum andern führt die Definition eines Künstlers einzig über Werke, die erst durch diese Definition zugewiesen werden, nicht über sich selbst hinaus und damit in eine Tautologie.

## Liste der Notnamen und Monogrammisten
Eine Liste von Notnamen und Monogrammisten aus europäischem Mittelalter und Renaissance findet sich in der
- Liste der Notnamen oder
- Liste der Monogrammisten

Weiter werden unter Limner die Notnamen von nordamerikanischen Malern der Neuzeit geführt.

## Weitere Verwendung des Begriffs
Früher erhielten Findelkinder einen Notnamen, wenn die Eltern nicht zu ermitteln waren, etwa „von Gott“. Der Notname wurde von der Ortspolizei des Bezirks vergeben, in dem das Kind gefunden wurde; als Vorname wählte man dann oftmals den Namen des bzw. der Heiligen, deren Fest am Tag der Auffindung gefeiert wurde.